# Benjamin Wadsworth
Benjamin Wadsworth (Houston, 8 novembre 1999) è un attore statunitense noto principalmente per il ruolo di Marcus Lopez Arguello nella serie TV Deadly Class.

## Biografia
Benjamin Wadsworth è nato l’8 novembre 1999 a Houston, in Texas, si appassiona alla recitazione dopo essere apparso in diverse produzioni teatrali.
Nel 2020 ha avuto una figlia.

## Carriera
Benjamin Wadsworth ha iniziato la sua carriera di attore recitando in diverse serie TV come  Dad vs. Lad,  Teen Wolf e Let the Right.
È conosciuto per il ruolo di Marcus Lopez Arguello nella serie televisiva Deadly Class, ideata da Rick Remender e Miles Orion Feldsott e basata sull'omonimo fumetto creato da Remender e Wesley Craig.

## Filmografia

### Televisione
- More Than Human –  serie TV, 1 episodio (2013)
- Girl Meets World – serie TV, 1 episodio (2016)
- Dad vs. Lad – serie TV, 26 episodi (2014–2017)
- Teen Wolf – serie TV, 1 episodio (2017)[3]
- Let the Right One in – serie TV, 1 episodio (2017)
- Deadly Class – serie TV, 10 episodi (2018–2019)[4]
- Red Capet Report – serie TV, 2 episodi (2019)
- Celebrity Page –  serie TV, 3 episodi (2019)

### Cortometraggi
- Ready? Sex? Wait!, regia di Alfred Castillo Jr. (2013)
- Putting the Dog to Sleep, regia di Taylor Washington (2016)
- Joy Comes in the Morning, regia di Shedrick Cortez-Stokes (2017)
- Recess: Third Street, regia di Jerome Yoo (2019)

## Doppiatori italiani
Nelle versioni in italiano dei suoi film, Benjamin Wadsworth è stato doppiato da:
- Alberto Franco in Deadly Class